# 経田村
経田村（きょうでんむら）は、富山県下新川郡に存在した村。
古くからの漁村で、大字浜経田および岡経田の海岸沿いは、市街地として形成された。

## 歴史
- 1889年4月1日 - 町村制の施行により、下新川郡平伝寺村、斎沢村、西尾崎村、持光寺村、江口村、仏田村の区域の一部、岡経田村の区域の一部及び浜経田村の区域の一部をもって、下新川郡経田村が発足する。村役場は当初、浜経田村との合併に反対していた江口と西尾崎の両村民への配慮から、持光寺の大徳寺に置かれていた[3]。
- 1899年 - 大字浜経田村西光寺（現在の経田小学校敷地）に2階建て29坪の役場庁舎完成。同時に同年の農業法制定に伴い成立した経田村農会が一時期村役場に同居する[3]。
- 1929年 - 当時の村長の地所を購入し、モルタル塗りの2階建てのモダンな村役場を新築する[3]。
- 1952年4月1日 - 下新川郡魚津町、道下村、片貝谷村、加積村、経田村、天神村、上中島村、下中島村、西布施村、上野方村、下野方村及び松倉村が合併して、魚津市が発足する。経田村の大字は魚津市の大字に継承。

## 歴代村長
出典→
1. 浜田長次郎（1889年7月24日 - 1894年2月24日）
2. 後藤久太郎（1894年3月27日 - 1903年12月5日）
3. 清水弥太郎（1904年1月23日 - 1906年2月23日）
4. 経田栄吉（1906年3月24日 - 1930年4月16日）
5. 横田与平治（1931年3月1日 - 1946年12月3日）
6. 宮井周二（1947年4月6日 - 1952年3月31日）

## 経田村内の町名
- 立石（たていし）
- 江口（えぐち）
- 新江口（しんえぐち）
- 西尾崎（にしおさき）
- 持光寺（じこうじ）
- 地方一区（ぢかたいっく）
- 地方二区（ぢかたにく）
- 地方元町（ぢかたもとまち）
- 平伝寺（へいでんじ）
- 西川原（にしかわら）
- 天王（てんのう）
- 岡経田（おかきょうでん）
- 新経田（しんきょうでん）
- 泉町（いずみちょう）
- 向町（むかいまち）
- 入船町（いりふねちょう）
- 港町（みなとまち）
- 旭町（あさひまち）
- 寿町（ことぶきちょう）
- 表向（おもてむき）
- 栄町（さかえまち）
- 上坂（かみさか）
- 坂ノ下（さかんした）

## 旧町名
- 四ツ屋向町 （現在の旭町）
- 裏方町 （現在の入船町）
- 下坂町 （現在の栄町）

## 地元の汎称地区
- チロリン村（経田漁港拡張工事に伴う新居住地域）
- あなるば（経田海浜公園）